# Луперто, Себастьяно
Себастья́но Лупе́рто (итал. Sebastiano Luperto; род. 6 сентября 1996, Лечче) — итальянский футболист, центральный защитник клуба «Кальяри».

## Карьера

### Клубная карьера
Луперто является воспитанником футбольного клуба «Лечче». В 2013 году он стал привлекаться к матчам основной команды клуба, оставаясь в основном игроком молодёжного состава. Профессиональный дебют Луперто состоялся 4 августа 2013 года в матче первого раунда Кубка Италии против «Сантии», в котором он на 56-й минуте заменил Маркуса Диниса. 23 августа футболист был отдан в годичную аренду «Наполи», за это время он выступал за молодёжный состав. После завершения аренды в июле 2014 года «Наполи» оформил переход Луперто на постоянной основе.
В сезоне 2014/2015 Луперто продолжал выступать за молодёжный состав «Наполи», в некоторых матчах основного состава заявлялся в качестве запасного. Его дебют в итальянской Серии A состоялся 3 мая 2015 года в матче против «Милана», в котором Луперто заменил на 83-й минуте Давида Лопеса.
3 августа 2017 года Луперто был отдан в аренду клубу Серии B «Эмполи» до конца сезона 2017/2018. 26 августа он дебютировал в составе нового клуба, выйдя в стартовом составе на матч с «Тернаной».

### Карьера в сборной
13 августа 2014 года Луперто сыграл единственный матч за юношескую сборную Италии среди игроков до 19 лет. В 2015 году играл за сборную Италии среди игроков до 20 лет. 8 сентября 2015 года в товарищеском матче с молодёжной сборной Швейцарии Луперто был удалён с поля после 8-и минут, проведённых на поле.

## Статистика выступлений
| Выступление      | Выступление      | Выступление      | Лига | Лига | Кубки | Кубки | Еврокубки | Еврокубки | Итого | Итого |
| Клуб             | Лига             | Сезон            | Игры | Голы | Игры  | Голы  | Игры      | Голы      | Игры  | Голы  |
| ---------------- | ---------------- | ---------------- | ---- | ---- | ----- | ----- | --------- | --------- | ----- | ----- |
| Лечче            | Серия C1         | 2013/2014        | 0    | 0    | 3     | 0     | 0         | 0         | 3     | 0     |
| Наполи           | Серия A          | 2013/2014        | 0    | 0    | 0     | 0     | 0         | 0         | 0     | 0     |
| Наполи           | Серия A          | 2014/2015        | 1    | 0    | 0     | 0     | 0         | 0         | 1     | 0     |
| Наполи           | Серия A          | 2015/2016        | 0    | 0    | 0     | 0     | 1         | 0         | 1     | 0     |
| Наполи           | Итого            | Итого            | 1    | 0    | 0     | 0     | 1         | 0         | 2     | 0     |
| Про Верчелли     | Серия B          | 2016/2017        | 32   | 0    | 0     | 0     | 0         | 0         | 32    | 0     |
| Эмполи           | Серия B          | 2017/2018        | 1    | 0    | 0     | 0     | 0         | 0         | 1     | 0     |
| Всего за карьеру | Всего за карьеру | Всего за карьеру | 34   | 0    | 3     | 0     | 1         | 0         | 38    | 0     |

1. ↑  В графу «Кубки» входят игры и голы в национальных кубках, кубках лиги и суперкубках.
2. ↑  В графу «Еврокубки» входят игры и голы в европейских международных клубных турнирах.